# Крістоф Дінценгофер

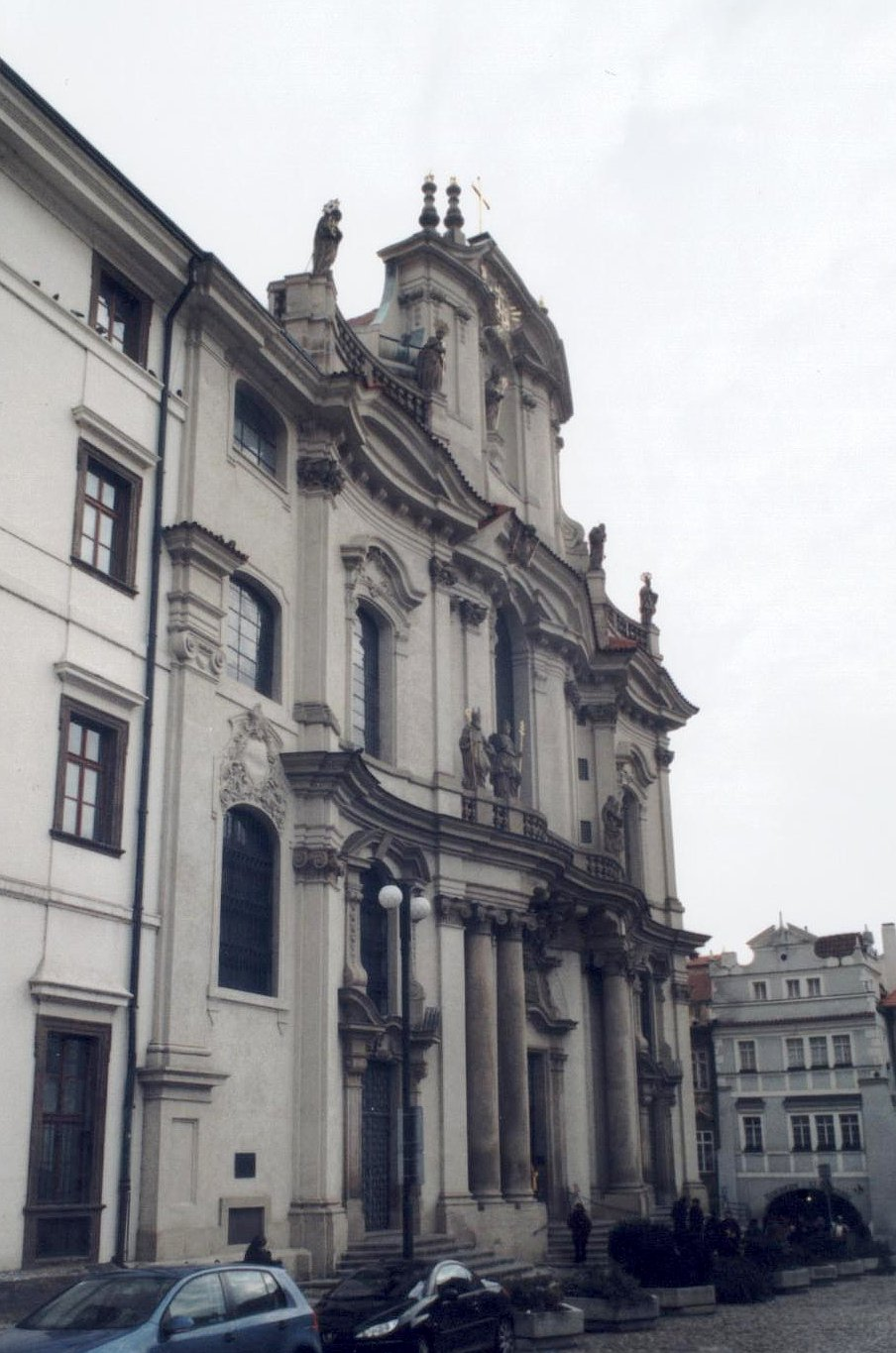
костел святого Миколая в Празі

Крістоф Дінценгофер (чеськ. Kryštof Dientzenhofer; 7 липня 1655, Сент-Маргаретен біля Бранненбурга, Розенгайм — 20 червня 1722, Прага) — видатний баварський архітектор південно-німецького, австрійського та богемського бароко.

## Біографія
Крістоф Дінценгофер народився 7 липня 1655 року у родині знаменитих архітекторів Дінценгоферів. Батько архітектора Кіліана Ігнаца Дінценгофера.

## Спадщина
Серед його робіт — костел святого Миколая (1703–11, згодом добудований його сином) та Бревнівський монастир (1708–21) у Празі, костел св. Клари в Еґері (Хеб) (1708–11). Деякі його роботи важко ідентифікувати через відсутність документації. З ім'ям Крістофа Дінценгофера пов'язують кілька церковних будівель, що мають виняткове художнє значення. До них відноситься костел Св. Маркети в Празі — Бржевнове, капела в Сміржіцах, монастирський костьол у Нові Паце, капела Св. Клари в Жебе. Ці споруди засновані на складному планувальному рішенні. Чергування опуклих і увігнутих поверхонь, система склепінь і архітектурні елементи, розгорнуті в різні боки, створюють динамічний простір.

## Вшанування
На честь архітектора та його сина названо астероїд 5318 Дінценгофер.